# Аэродром в Горской
Аэроклуб в Горской находится в южной части муниципального объединения город Сестрорецк в исторической части Горская, Курортный район Санкт-Петербурга, между КАД и северо-восточными границами застройки посёлка Лисий Нос.

## Великая Отечественная война
Появился аэродром до Отечественной войны. Данный факт зафиксирован в Свидетельстве о Государственной регистрации в реестре аэродромов авиации РФ № 170, на основании постановления Президиума ЛенОблИсполкома № 32 от 2.08.1937 г. и № 390 от 20.08.1946 года. Как армейский аэродром использовался в Финскую войну (вместе с аэродромами, расположенными рядом с Левашово, Касимово и Углово). Во время блокады Ленинграда Горская был одним из основных аэродромов, защищавших город с воздуха, наряду с аэродромами Углово, Ржевка, Сосновка, Гражданка и другими.
Во время Великой Отечественной войны, с конца 1941 года здесь располагались: 26, 192, 15, 2-я эскадрилья 158 и 103 истребительные авиационные полки и 125 авиационный полк бомбардировщиков. Рядом с настоящим аэродромом, ближе к Лисьему Носу, был построен фальшивый аэродром с самолётами из фанеры - с целью дезориентировать противника. На территории аэродрома в землянках проживал технический состав лётных полков, а сами лётчики жили в общежитиях в Лисьем Носу.
26-й гвардейский истребительный авиационный полк ПВО, сформированный ещё в 1938 году, на аэродроме «Горская», с 10 ноября 1941 года. В полку командиром воевал Герой Советского Союза (14.02.1943) Мациевич, Василий Антонович, капитан Оскаленко Д. Е., Севастьянов А. Т. (06.06.1942 Герой СССР) получившие это звание посмертно, Аполлонин Н. В честь павших Героев улицы Санкт-Петербурга носят их имена. Полк вошёл в историю тем, что в сентябре 1941 года Мациевич на самолёте И-16 сбил вражеский самолёт ночью, что послужило к решению 26-й полк переформировать, в ночной истребительный, единственный на Ленинградском фронте. Лётчики Мациевича выходили на старт с наступлением сумерек, пилотировали практически вслепую. Артиллерию противника обнаруживали в полной темноте по вспышкам выстрелов, а по отблескам фар определяли вражеские автоколонны. В 1943 году 26-му истребительному полку было вручено гвардейское знамя. С октября 1944 года 26-й авиационный истребительный гвардейский полк участие в боевых действиях не принимал, охраняя до конца войны ленинградское небо.
Сам Мациевич произвёл 250 успешных боевых вылетов, провёл 64 воздушных боя, сбил 24 вражеских самолёта. После окончания войны продолжал служить в ВВС. В 1956 году окончил Военную академию Генерального штаба. С 1964 года полковник в запасе. Жил и работал в Ленинграде. Награждён орденами Ленина, Красного Знамени (дважды), Александра Невского, Отечественной войны 1-й степени, Красной Звезды (дважды), медалями.

## КонецXX векаи началоXXI века
После войны аэродром продолжал охрану воздушных границ СССР, являясь учебным аэродромом Высшей школы младших авиаспециалистов ПВО, которая в 1978 году была передислоцирована. 17 июля 1978 года с согласия командира воинской части 13688 аэродром Горская передан в распоряжение аэроклуба ДОСААФ СССР. В программе были: обучение вождению самолёта для всех желающих, спортивное пилотирование, планёрный спорт, прыжки с парашютом. Этот вид деятельности был общедоступным, массовым до начала 90-х годов. Жители Сестрорецка были свидетелями ежедневных красивых представлений фигур высшего пилотажа, исполнявшихся над озером Сестрорецкий Разлив, полётов планёров и прыжков разноцветных парашютистов над посёлками Александровская и Горская. Сам аэродром был общедоступен, чем пользовались школьники, наблюдавшие за наземной предполётной подготовкой. Аэроклуб до настоящего времени (2012 год) является правопреемником старейшего Всероссийского аэроклуба, основанного в 1908 году с «целью содействия развитию воздухоплавания в России во всех его формах и применениях». В 2008 году здесь прошёл розыгрыш Гран-при России по одному из самых зрелищных видов спорта — вертолётному.
В начале 90-х под эгидой Министерства Обороны был проведён в день авиации последний лётный праздник, с показом фигур высшего пилотажа, прыжками парашютистов на точность приземления. В местной печати был большой резонанс под впечатлением этого шоу.
Отсутствие государственной поддержки в последующие годы привело к износу техники и всей инфраструктуры аэродрома. Территория стала использоваться под другие виды деятельности ДОССАФ — пейнтбол (пинбол). С 2008 года поставлен вопрос о продаже земель территорий аэродрома под жилищную застройку.
Аэродром оснащён бетонной взлётно-посадочной полосой 40х600 метров, обеспечивающей проведение полётов и прыжков круглый год, если позволяет погода. Парк учебных самолётов на конец 2013 года составляет: Як-52 — 4 экз., Вильга В35 — 1 экз., Ан-2 — 1 экз., планер «Бланик» — 2 экз. Проводятся: ознакомительные полёты на указанных самолётах и первоначальная лётная подготовка.
Продолжаются на коммерческой основе прыжки с парашютом для всех желающих и подготовкой спортсменов-парашютистов по классической программе обучения.
30.12.2014 года — ООО «Титан» предложен договор аренды за 96,76 млн.рублей 79 га территории аэродрома в виде двух участков с кадастровыми номерами 78:38:001346:2004 и 78:38:001346:2005 для их комплексного освоения в целях жилищного строительства многоквартирных домов.

## ФотогалереяXXI век

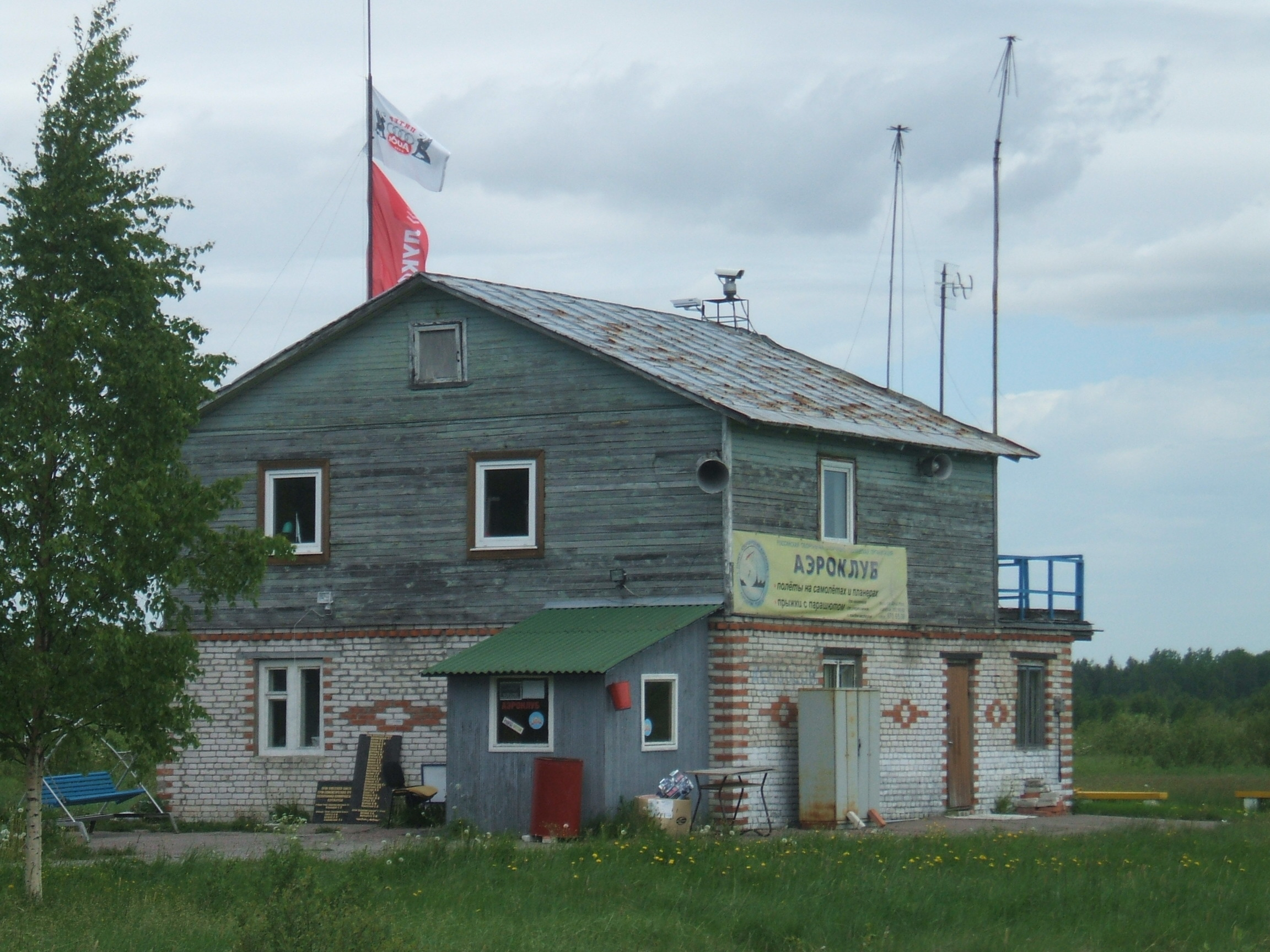
Здание аэроклуба
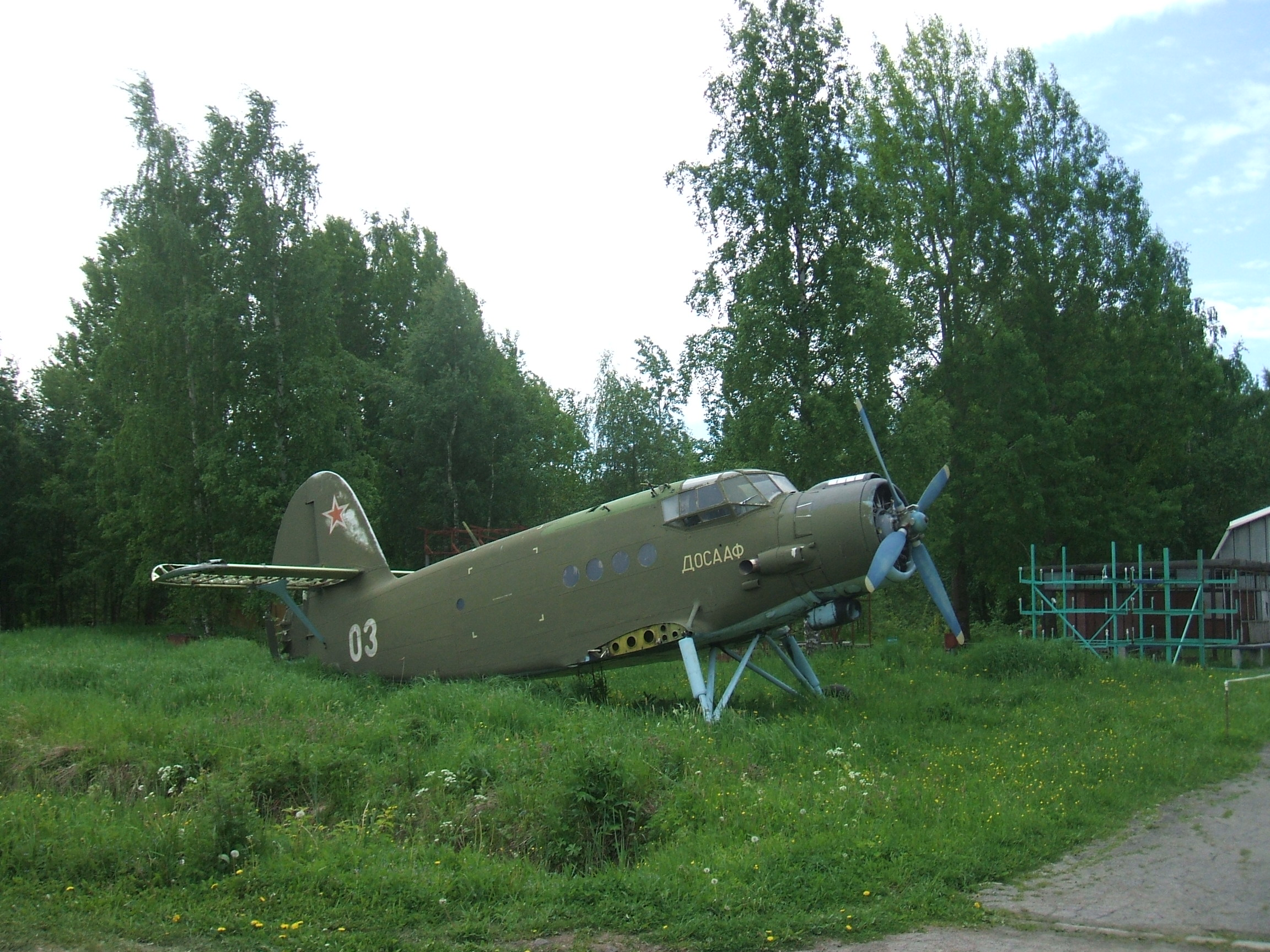
Экспонат
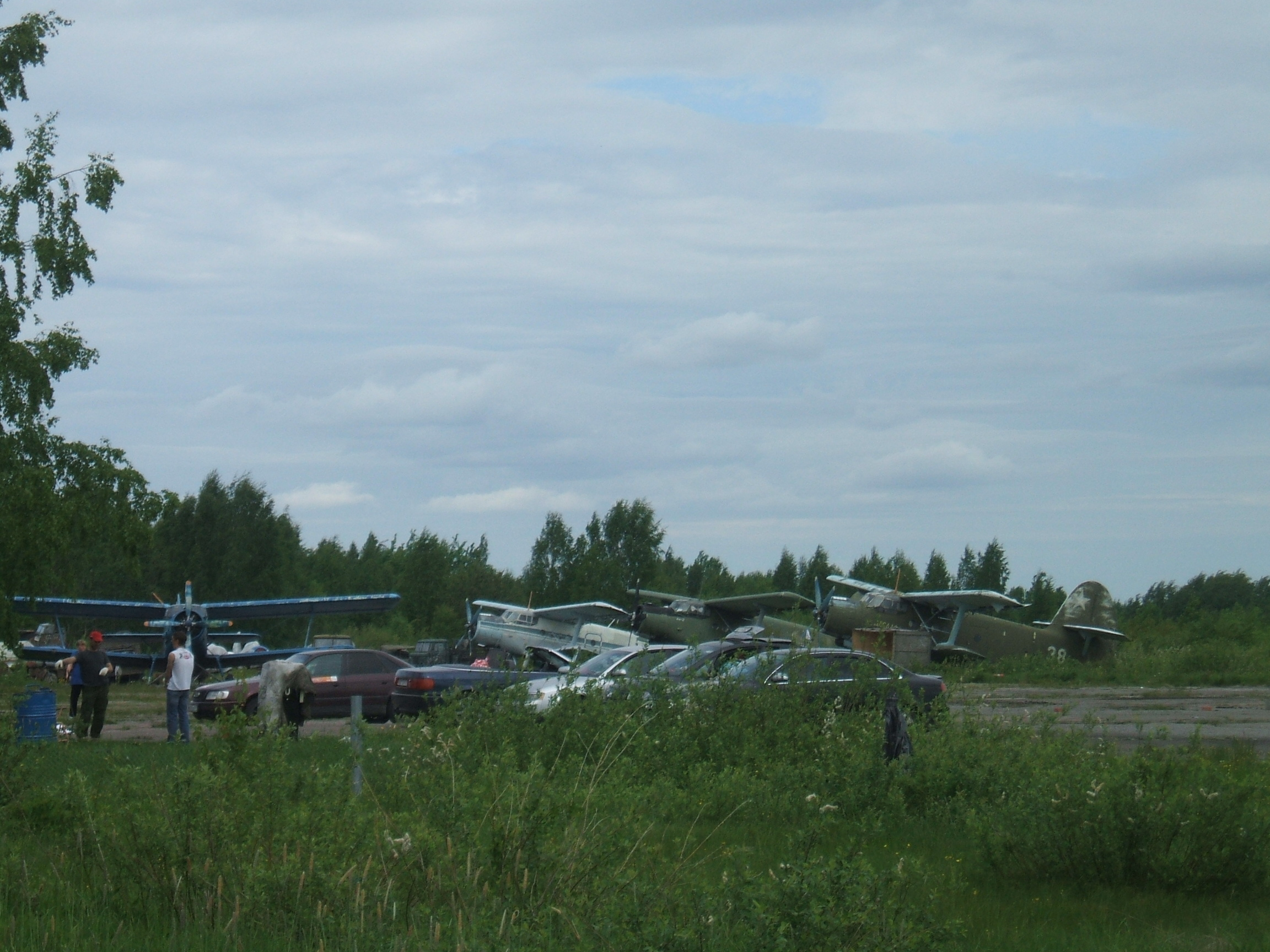
Техника клуба
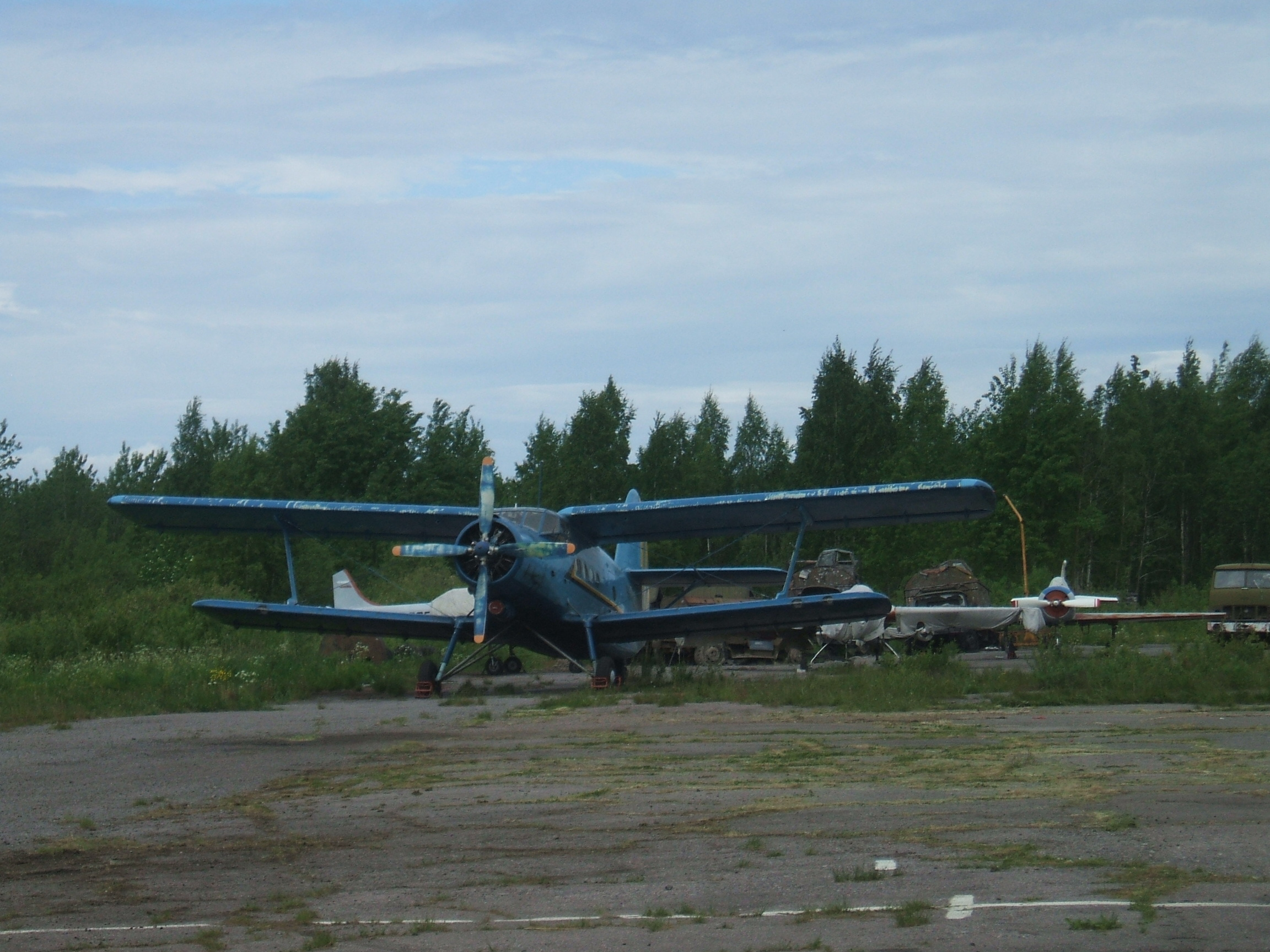
Кукурузник жив
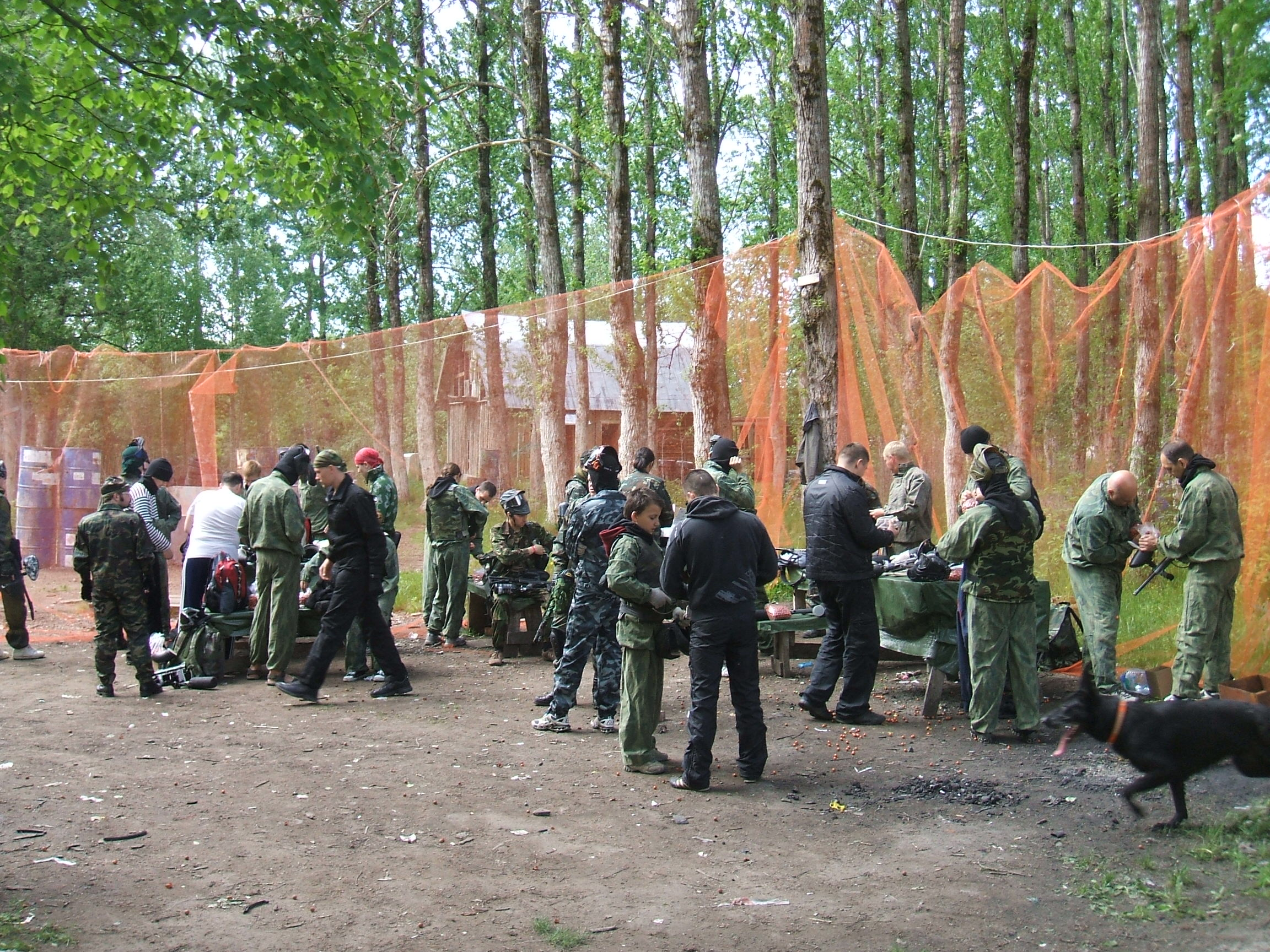
Пейнтбол на территории аэроклуба